# Santa Barbara (Caltanissetta)
Santa Barbara is een plaats (frazione) in de Italiaanse gemeente Caltanissetta.